# Anna of the North

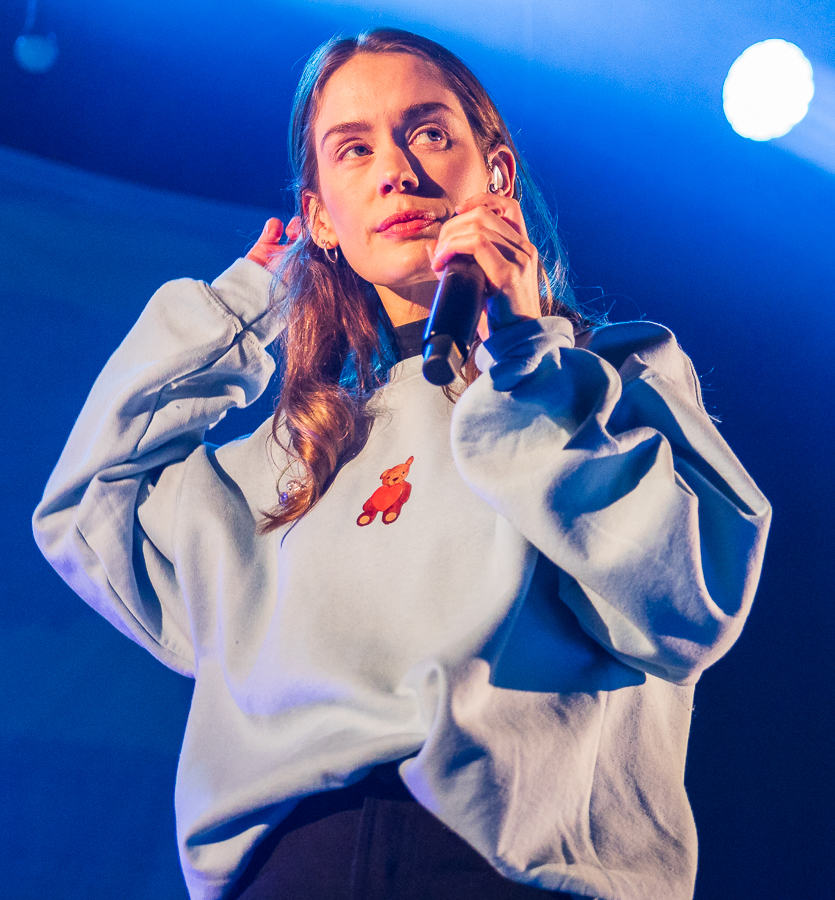
Anna of the North, 2023

Anna Lotterud (* 8. Juni 1989), besser bekannt als Anna of the North, ist eine norwegische Sängerin und Songwriterin. Bis 2018 war sie Teil des gleichnamigen Duos Anna of the North.

## Leben
Lotterud wuchs in Gjøvik auf, ihr Vater war der Pianist und Berufsmusiker Jon Lotterud. Im Alter von 18 Jahren begann sie damit, eigene Lieder zu schreiben. Eine Karriere als Musikerin plante sie nach eigenen Aussagen zu dieser Zeit jedoch nicht. Mit 21 Jahren zog sie nach Oslo, wo sie studierte und arbeitete. Etwas später zog sie nach Melbourne, um dort Grafikdesign zu studieren. Im Jahr 2014 startete sie dort mit dem Produzenten Brady Daniell-Smith das Projekt Anna of the North. Als ihre erste Single veröffentlichten sie im selben Jahr Sway, das unter anderem auch durch einen Remix des EDM-Duos The Chainsmokers bekannt wurde. Lotterud arbeitete in der Folge mit dem US-amerikanischen Rapper Tyler, the Creator für dessen Album Flower Boy zusammen.
Im Jahr 2016 wurde sie beim Musikpreis P3 Gull in der Kategorie „Newcomer des Jahres“ nominiert. Im September 2017 veröffentlichte sie als Teil des Projekts Anna of the North das Debütalbum Lovers. Die gleichnamige Single erhielt unter anderem durch die Verwendung im Film To All the Boys I’ve Loved Before größere Aufmerksamkeit. Im Anschluss an die Promotion des Albums beendeten Lotterud und Daniell-Smith im Jahr 2018 ihre Zusammenarbeit. Im Oktober 2019 veröffentlichte sie mit Dream Girl ihr zweites Album. Beim Spellemannprisen 2019 wurde das Musikvideo zu ihrem Lied Leaning on myself als Musikvideo des Jahres ausgezeichnet. Im Oktober 2020 veröffentlichte sie die EP Believe, die unter anderem ein Cover von Chers gleichnamigen Lied enthält. Im August 2021 wurde sie als Teilnehmerin der von TV 2 ausgestrahlten Musikshow Hver gang vi møtes angekündigt. In der Show sang sie eine neue Version des Liedes Shotgun von Tix ein, mit dem sie erstmals in die norwegischen Singlecharts einziehen konnte.
Im November 2022 veröffentlichte sie das Album Crazy Life. Für das Album erhielt sie beim Spellemannprisen 2022 eine Nominierung in der Pop-Kategorie. Im April 2025 gab Lotterud die EP Hei på deg heraus.

## Auszeichnungen
Spellemannprisen
- 2019: „Musikvideo des Jahres“ für Leaning on myself (mit Noah Lee)
- 2022: Nominierung in der Kategorie „Pop“ für Crazy Life

P3 Gull
- 2016: Nominierung, Kategorie „Newcomer des Jahres“[11]

## Diskografie

### Alben
- 2017: Lovers
- 2019: Dream Girl
- 2022: Crazy Life

### EPs
- 2020: Believe
- 2025: Hei på deg

### Singles
| Jahr | Titel Album | Höchstplatzierung, Gesamtwochen, AuszeichnungChartsChartplatzierungen (Jahr, Titel, Album, Platzierungen, Wochen, Auszeichnungen, Anmerkungen) | Anmerkungen                                 |
| Jahr | Titel Album | NO | Anmerkungen                                 |
| ---- | ----------- | --- | ------------------------------------------- |
| 2021 | Shotgun     | NO3 (7 Wo.)NO | Beitrag zu Hver gang vi møtes, Original Tix |

Weitere Singles (mit Auszeichnung)
- 2017: Boredom (Tyler, the Creator feat. Anne Lotterud & Rex Orange County, UK: Silber, US: Platin[13])